# Enciclopédia Anárquica
A Enciclopédia Anárquica é uma enciclopédia iniciada pelo ativista anarquista Sébastien Faure, publicada em quatro volumes, entre 1925 e 1934.

## Projeto
O projeto inicial consistia em cinco partes:
- Um dicionário anarquista
- A história do pensamento e ação anarquista
- Biografias de ativistas e pensadores
- As biografias de individualidades que contribuíram para a emancipação humana através do seu trabalho
- Um catálogo de livros e periódicos anarquistas.

Pretende reunir dentro de si todas as tendências libertárias. Tem várias centenas de colaboradores, incluindo, além do próprio Sébastien Faure, Luigi Bertoni, Pierre Besnard, Émile Armand, Han Ryner, Augustin Souchy, Max Nettlau, Voline, Aristide Lapeyre, Dia Hem, Gérard de Lacaze-Duthiers, etc. .
Apenas a primeira parte, em quatro volumes totalizando 2.893 páginas, foi publicada. 
Em 8 de dezembro de 1934, o quarto volume é impresso em E. Rivet, editor em Limoges
A Enciclopédia Anarquista foi reeditada na década de 1970.
O primeiro volume (A-C) da Encyclopédie anarchiste é reeditado em 2012 pela Éditions des Équateurs